# Scincella rufocaudatus
Scincella rufocaudatus là một loài thằn lằn trong họ Scincidae. Loài này được Darevsky và Nguyễn Văn Sáng mô tả khoa học đầu tiên năm 1983.